# Jean-Pierre Papin
Jean-Pierre Papin (Boulogne-sur-Mer, 5 novembre 1963) è un dirigente sportivo, allenatore di calcio ed ex calciatore francese, di ruolo attaccante, attuale consulente tecnico dell'Olympique Marsiglia.
È ritenuto da molti uno dei più grandi attaccanti francesi della storia. Raggiunse l'apice del successo nelle file del Marsiglia, dove nel 1991 fu anche insignito del Pallone d'oro. Continuò la sua carriera nel Milan, e poi nel Bayern Monaco.  

## Carriera

### Giocatore

#### Club

Papin in azione al Milan nel 1993

Nel 1983, milita nell'INF Vichy, primo centro di formazione calcistica del Paese. Nel 1984 esordisce in seconda serie nel Valenciennes, e l'anno successivo è al Club Bruges, dove vince la Coppa del Belgio.
Il presidente Bernard Tapie lo ingaggia per l'Olympique Marsiglia, con cui crea un ciclo: fra il 1989 e il 1992 Papin vince quattro campionati francesi consecutivi, e fra il 1988 e il 1992 conquista la classifica dei cannonieri per cinque anni consecutivi. Inoltre dal 1990 al 1992 è anche capocannoniere della Coppa dei Campioni per tre anni consecutivi. Nel 1989 il Marsiglia raggiunge il successo nella Coppa di Francia.
Nel 1991 vince il Pallone d'Oro con l'Olympique Marsiglia e l'anno successivo si trasferisce per 14 miliardi di lire al Milan, con cui perde la finale di Coppa dei Campioni proprio contro il Marsiglia. A Milano tiene un rendimento incostante, vincendo comunque due scudetti (1992-1993 e 1993-1994), due Supercoppe italiane (1992 e 1993) e la Champions League del 1994.
Nel 1994 passa al Bayern Monaco, dove viene colto da una serie di infortuni che ne minano l'attività per due stagioni, riuscendo comunque a vincere la Coppa UEFA del 1996. Torna in Francia al Bordeaux e quindi al Guingamp, inclusa una breve esperienza al JS Saint-Pierroise, nell'Isola della Riunione. Dopo essere rimasto inattivo dal maggio 2000 al novembre 2001, si trasferisce al Cap Ferret, a cui fa conquistare una promozione e due salvezze.
Abbandona il calcio giocato nel 2004, salvo tornare a giocare firmando nel dicembre 2008, a 45 anni, un contratto con i dilettanti del Facture Biganos. Si ritira definitivamente dall'attività agonistica nel 2012.

#### Nazionale
Ottiene la prima convocazione nel febbraio del 1986 contro l'Irlanda del Nord, per poi prendere parte nello stesso anno al campionato del mondo in Messico. Va a segno nella prima partita della Francia nel torneo, contro il Canada, e gioca la seconda e la terza contro l'Unione Sovietica e l'Ungheria. Successivamente non viene più schierato fino alla finale per il terzo e quarto posto vinta per 4-2 contro il Belgio, partita nella quale segna. La nazionale transalpina non riesce poi a qualificarsi per gli campionato europeo del 1988 e il campionato mondiale del 1990.
Convocato per il campionato europeo del 1992, Papin segna due reti, rispettivamente contro la Svezia nella prima partita e contro la Danimarca nella terza, ma i bleus non riescono a qualificarsi alle semifinali. Dopo la mancata qualificazione al campionato mondiale del 1994, gioca la sua ultima partita in nazionale nel 1995.
Il computo finale con la nazionale francese è di 56 presenze e 30 reti.

### Allenatore
Dal settembre 2005 al giugno 2006 allena il Bassin d'Arcachon Sud, con cui conquista la promozione in CFA2 (quinta divisione) e la Coppa d'Aquitania.
Nel luglio 2006 diventa allenatore dello Strasburgo in Prima categoria conseguendo la promozione in Ligue 1. Licenziato nonostante il risultato ottenuto, Papin è assunto dal RC Lens dopo le dimissioni di Guy Roux. La stagione termina con la retrocessione all'ultima giornata e Papin lascia il club. Inizialmente confermato come allenatore per la stagione 2007-2008, è stato costretto a dimettersi una settimana dopo che è stato rivelato che aveva sostenuto un colloquio per il posto di manager al Lens solo poche ore dopo la sua conferma allo Strasburgo. È stato sostituito da Jean-Marc Furlan, ex manager del Troyes, mentre il Lens ha scelto Guy Roux come nuovo manager. Ironia della sorte, Papin alla fine è diventato l'allenatore del Lens dopo che il club ha perso a Strasburgo, poiché Roux si è dimesso solo dopo cinque partite nella stagione 2007-2008. A metà stagione, il Lens e Papin stavano lottando per evitare la retrocessione in Seconda Divisione. Il Lens è stato eliminato anche al primo turno sia di Coppa UEFA che di Coupe de France, rispettivamente, dal Copenhagen (1–1; 1–2) e dalla squadra di Ligue 2 Chamois Niortais.
Il 29 dicembre 2009 diventa allenatore dello Châteauroux, club della Ligue 2, per sostituire Dominique Bijotat. Porterà il club alla salvezza per poi abbandonare l'incarico nel maggio 2010, venendo sostituito da Didier Tholot.
Per la stagione 2014-15, Papin ha assunto ancora una volta la posizione manageriale al Bassin d'Archachon nel Championnat de France Amateur 2.
Il 2 giugno 2020, Papin è stato annunciato come il nuovo allenatore del Chartres FC, squadra militante nel Championnat National 2. Il 28 ottobre 2022 lascia il suo incarico per passare all’Olympique Marsiglia con un ruolo dirigenziale.
Il 15 novembre 2022 torna all'Olympique Marsiglia come consulente tecnico ed il 30 novembre 2023 viene nominato allenatore dell'Olympique Marsiglia 2, la formazione riserve.

## Statistiche
Tra club e nazionale maggiore Papin ha giocato 596 partite e segnato 333 reti (0,56 gol a partita).

### Presenze e reti nei club
Statistiche aggiornate al termine della carriera da calciatore.
| Stagione               | Squadra                | Campionato             | Campionato | Campionato | Coppe nazionali | Coppe nazionali | Coppe nazionali | Coppe continentali | Coppe continentali | Coppe continentali | Altre coppe | Altre coppe | Altre coppe | Totale | Totale |
| Stagione               | Squadra                | Comp                   | Pres       | Reti       | Comp            | Pres            | Reti            | Comp               | Pres               | Reti               | Comp        | Pres        | Reti        | Pres   | Reti   |
| ---------------------- | ---------------------- | ---------------------- | ---------- | ---------- | --------------- | --------------- | --------------- | ------------------ | ------------------ | ------------------ | ----------- | ----------- | ----------- | ------ | ------ |
| 1980-1981              | Valenciennes 2         | D3                     | 1          | 0          | -               | -               | -               | -                  | -                  | -                  | -           | -           | -           | 1      | 0      |
| 1981-1982              | INF Vichy              | D3                     | 17         | 3          | -               | -               | -               | -                  | -                  | -                  | -           | -           | -           | 17     | 3      |
| 1982-1983              | INF Vichy              | D3                     | 3          | 0          | -               | -               | -               | -                  | -                  | -                  | -           | -           | -           | 3      | 0      |
| 1983-1984              | INF Vichy              | D3                     | 29         | 10         | -               | -               | -               | -                  | -                  | -                  | -           | -           | -           | 29     | 10     |
| Totale INF Vichy       | Totale INF Vichy       | Totale INF Vichy       | 49         | 13         |                 | -               | -               |                    | -                  | -                  |             | -           | -           | 49     | 13     |
| 1984-1985              | Valenciennes           | D2                     | 33         | 15         | -               | -               | -               | -                  | -                  | -                  | -           | -           | -           | 33     | 15     |
| 1985-1986              | Club Brugge            | D1                     | 33         | 21         | CB              | 8               | 7               | CU                 | 4                  | 5                  | -           | -           | -           | 45     | 33     |
| 1986-1987              | O. Marsiglia           | D1                     | 33         | 13         | CF              | 7               | 1               | -                  | -                  | -                  | -           | -           | -           | 40     | 14     |
| 1987-1988              | O. Marsiglia           | D1                     | 37         | 19         | CF              | 1               | 0               | CdC                | 8                  | 4                  | -           | -           | -           | 46     | 23     |
| 1988-1989              | O. Marsiglia           | D1                     | 36         | 22         | CF              | 10              | 11              | -                  | -                  | -                  | -           | -           | -           | 46     | 33     |
| 1989-1990              | O. Marsiglia           | D1                     | 36         | 30         | CF              | 4               | 2               | CC                 | 8                  | 6                  | -           | -           | -           | 48     | 38     |
| 1990-1991              | O. Marsiglia           | D1                     | 36         | 23         | CF              | 5               | 7               | CC                 | 9                  | 6                  | -           | -           | -           | 50     | 36     |
| 1991-1992              | O. Marsiglia           | D1                     | 37         | 27         | CF              | 4               | 4               | CC                 | 4                  | 7                  | -           | -           | -           | 45     | 38     |
| Totale O. Marsiglia    | Totale O. Marsiglia    | Totale O. Marsiglia    | 215        | 134        |                 | 31              | 25              |                    | 29                 | 23                 |             | -           | -           | 275    | 182    |
| 1992-1993              | Milan                  | A                      | 22         | 13         | CI              | 4               | 4               | UCL                | 7                  | 3                  | SI          | 1           | 0           | 34     | 20     |
| 1993-1994              | Milan                  | A                      | 18         | 5          | CI              | 2               | 0               | UCL                | 6                  | 4                  | SI+SU+CInt  | 0+2+1       | 0+1+1       | 29     | 11     |
| Totale Milan           | Totale Milan           | Totale Milan           | 40         | 18         |                 | 6               | 4               |                    | 13                 | 7                  |             | 4           | 2           | 63     | 31     |
| 1994-1995              | Bayern Monaco          | BL                     | 7          | 1          | CG              | 1               | 0               | UCL                | 3                  | 2                  | SG          | 1           | 0           | 12     | 3      |
| 1995-1996              | Bayern Monaco          | BL                     | 20         | 2          | CG              | 2               | 0               | CU                 | 6                  | 1                  | -           | -           | -           | 28     | 3      |
| Totale Bayern Monaco   | Totale Bayern Monaco   | Totale Bayern Monaco   | 27         | 3          |                 | 3               | 0               |                    | 9                  | 3                  |             | 1           | 0           | 40     | 6      |
| 1996-1997              | Bordeaux               | D1                     | 32         | 16         | CF+CdL          | 4+4             | 1+0             | -                  | -                  | -                  | -           | -           | -           | 40     | 17     |
| 1997-1998              | Bordeaux               | D1                     | 23         | 6          | CF+CdL          | 2+5             | 3+5             | CU                 | 2                  | 0                  | -           | -           | -           | 32     | 14     |
| Totale Bordeaux        | Totale Bordeaux        | Totale Bordeaux        | 55         | 22         |                 | 6+9             | 4+5             |                    | 2                  | 0                  |             | -           | -           | 72     | 31     |
| lug.-nov. 1998         | Guingamp               | D2                     | 10         | 3          | -               | -               | -               | -                  | -                  | -                  | -           | -           | -           | 10     | 3      |
| 1999                   | Saint-Pierroise        | RPL                    | 12         | 4          | -               | -               | -               | -                  | -                  | -                  | -           | -           | -           | 12     | 4      |
| 2000                   | Saint-Pierroise        | RPL                    | 15         | 9          | -               | -               | -               | -                  | -                  | -                  | -           | -           | -           | 15     | 9      |
| Totale Saint-Pierroise | Totale Saint-Pierroise | Totale Saint-Pierroise | 27         | 13         |                 | -               | -               |                    | -                  | -                  |             | -           | -           | 27     | 13     |
| nov. 2001-2002         | Cap-Ferret             | CFA2                   | 24         | 8          | -               | -               | -               | -                  | -                  | -                  | -           | -           | -           | 24     | 8      |
| 2002-2003              | Cap-Ferret             | CFA2                   | 17         | 7          | -               | -               | -               | -                  | -                  | -                  | -           | -           | -           | 17     | 7      |
| 2003-2004              | Cap-Ferret             | CFA2                   | 16         | 9          | -               | -               | -               | -                  | -                  | -                  | -           | -           | -           | 16     | 9      |
| Totale Cap-Ferret      | Totale Cap-Ferret      | Totale Cap-Ferret      | 57         | 24         |                 | -               | -               |                    | -                  | -                  |             | -           | -           | 57     | 24     |
| 2008-2009              | Facture-Biganos Boiens | Dilettanti             | 3          | 3          | -               | -               | -               | -                  | -                  | -                  | -           | -           | -           | 3      | 3      |
| 2010-2011              | Facture-Biganos Boiens | Dilettanti             | ?          | ?          | -               | -               | -               | -                  | -                  | -                  | -           | -           | -           | ?      | ?      |
| 2011-2012              | Facture-Biganos Boiens | Dilettanti             | ?          | ?          | -               | -               | -               | -                  | -                  | -                  | -           | -           | -           | ?      | ?      |
| Totale Facture Biganos | Totale Facture Biganos | Totale Facture Biganos | 30+        | 8+         |                 | -               | -               |                    | -                  | -                  |             | -           | -           | 30+    | 8+     |
| Totale carriera        | Totale carriera        | Totale carriera        | 577+       | 274+       |                 | 63              | 45              |                    | 57                 | 38                 |             | 5           | 2           | 702+   | 359+   |

### Cronologia presenze e reti in nazionale
| Cronologia completa delle presenze e delle reti in nazionale ― Francia | Cronologia completa delle presenze e delle reti in nazionale ― Francia | Cronologia completa delle presenze e delle reti in nazionale ― Francia | Cronologia completa delle presenze e delle reti in nazionale ― Francia | Cronologia completa delle presenze e delle reti in nazionale ― Francia | Cronologia completa delle presenze e delle reti in nazionale ― Francia | Cronologia completa delle presenze e delle reti in nazionale ― Francia | Cronologia completa delle presenze e delle reti in nazionale ― Francia |
| Data                                                                   | Città                                                                  | In casa                                                                | Risultato                                                              | Ospiti                                                                 | Competizione                                                           | Reti                                                                   | Note                                                                   |
| ---------------------------------------------------------------------- | ---------------------------------------------------------------------- | ---------------------------------------------------------------------- | ---------------------------------------------------------------------- | ---------------------------------------------------------------------- | ---------------------------------------------------------------------- | ---------------------------------------------------------------------- | ---------------------------------------------------------------------- |
| 26-2-1986                                                              | Parigi                                                                 | Francia                                                                | 2 – 0                                                                  | Irlanda                                                                | Amichevole                                                             | -                                                                      |                                                                        |
| 1-6-1986                                                               | León                                                                   | Canada                                                                 | 0 – 1                                                                  | Francia                                                                | Mondiali 1986 - 1º turno                                               | 1                                                                      |                                                                        |
| 5-6-1986                                                               | León                                                                   | Francia                                                                | 1 – 1                                                                  | Unione Sovietica                                                       | Mondiali 1986 - 1º turno                                               | -                                                                      |                                                                        |
| 9-6-1986                                                               | León                                                                   | Ungheria                                                               | 0 – 3                                                                  | Francia                                                                | Mondiali 1986 - 1º turno                                               | -                                                                      |                                                                        |
| 28-6-1986                                                              | Puebla                                                                 | Belgio                                                                 | 2 – 4                                                                  | Francia                                                                | Mondiali 1986 - Finale 3º posto                                        | 1                                                                      |                                                                        |
| 19-8-1986                                                              | Losanna                                                                | Svizzera                                                               | 2 – 0                                                                  | Francia                                                                | Amichevole                                                             | -                                                                      |                                                                        |
| 11-10-1986                                                             | Parigi                                                                 | Francia                                                                | 0 – 2                                                                  | Unione Sovietica                                                       | Qual. Euro 1988                                                        | -                                                                      |                                                                        |
| 19-11-1986                                                             | Lipsia                                                                 | Germania Est                                                           | 0 – 0                                                                  | Francia                                                                | Qual. Euro 1988                                                        | -                                                                      |                                                                        |
| 29-4-1987                                                              | Parigi                                                                 | Francia                                                                | 2 – 0                                                                  | Islanda                                                                | Qual. Euro 1988                                                        | -                                                                      |                                                                        |
| 12-8-1987                                                              | Berlino                                                                | Germania Ovest                                                         | 2 – 1                                                                  | Francia                                                                | Amichevole                                                             | -                                                                      |                                                                        |
| 9-9-1987                                                               | Mosca                                                                  | Unione Sovietica                                                       | 1 – 1                                                                  | Francia                                                                | Qual. Euro 1988                                                        | -                                                                      |                                                                        |
| 2-2-1988                                                               | Tolosa                                                                 | Francia                                                                | 2 – 1                                                                  | Svizzera                                                               | Amichevole                                                             | -                                                                      |                                                                        |
| 23-3-1988                                                              | Bordeaux                                                               | Francia                                                                | 2 – 1                                                                  | Spagna                                                                 | Amichevole                                                             | -                                                                      |                                                                        |
| 24-8-1988                                                              | Parigi                                                                 | Francia                                                                | 1 – 1                                                                  | Cecoslovacchia                                                         | Amichevole                                                             | -                                                                      |                                                                        |
| 28-9-1988                                                              | Parigi                                                                 | Francia                                                                | 1 – 0                                                                  | Norvegia                                                               | Qual. Mondiali 1990                                                    | 1                                                                      |                                                                        |
| 22-10-1988                                                             | Nicosia                                                                | Cipro                                                                  | 1 – 1                                                                  | Francia                                                                | Qual. Mondiali 1990                                                    | -                                                                      |                                                                        |
| 19-11-1988                                                             | Belgrado                                                               | Jugoslavia                                                             | 3 – 2                                                                  | Francia                                                                | Qual. Mondiali 1990                                                    | -                                                                      |                                                                        |
| 7-2-1989                                                               | Dublino                                                                | Irlanda                                                                | 0 – 0                                                                  | Francia                                                                | Amichevole                                                             | -                                                                      |                                                                        |
| 8-3-1989                                                               | Glasgow                                                                | Scozia                                                                 | 2 – 0                                                                  | Francia                                                                | Qual. Mondiali 1990                                                    | -                                                                      |                                                                        |
| 16-8-1989                                                              | Malmö                                                                  | Svezia                                                                 | 2 – 4                                                                  | Francia                                                                | Amichevole                                                             | 2                                                                      |                                                                        |
| 5-9-1989                                                               | Oslo                                                                   | Norvegia                                                               | 1 – 1                                                                  | Francia                                                                | Amichevole                                                             | 1                                                                      |                                                                        |
| 18-11-1989                                                             | Tolosa                                                                 | Francia                                                                | 2 – 0                                                                  | Cipro                                                                  | Qual. Mondiali 1990                                                    | -                                                                      |                                                                        |
| 21-1-1990                                                              | Al Kuwait                                                              | Kuwait                                                                 | 0 – 1                                                                  | Francia                                                                | Amichevole                                                             | -                                                                      |                                                                        |
| 28-2-1990                                                              | Montpellier                                                            | Francia                                                                | 2 – 1                                                                  | Germania Est                                                           | Amichevole                                                             | 1                                                                      |                                                                        |
| 15-8-1990                                                              | Parigi                                                                 | Francia                                                                | 0 – 0                                                                  | Polonia                                                                | Amichevole                                                             | -                                                                      |                                                                        |
| 5-9-1990                                                               | Reykjavík                                                              | Islanda                                                                | 1 – 2                                                                  | Francia                                                                | Qual. Euro 1992                                                        | 1                                                                      |                                                                        |
| 13-10-1990                                                             | Parigi                                                                 | Francia                                                                | 2 – 1                                                                  | Cecoslovacchia                                                         | Qual. Euro 1992                                                        | 2                                                                      |                                                                        |
| 20-2-1991                                                              | Parigi                                                                 | Francia                                                                | 3 – 1                                                                  | Spagna                                                                 | Qual. Euro 1992                                                        | 1                                                                      |                                                                        |
| 30-3-1991                                                              | Parigi                                                                 | Francia                                                                | 5 – 0                                                                  | Albania                                                                | Qual. Euro 1992                                                        | 2                                                                      |                                                                        |
| 14-8-1991                                                              | Poznań                                                                 | Polonia                                                                | 1 – 5                                                                  | Francia                                                                | Amichevole                                                             | 1                                                                      |                                                                        |
| 4-9-1991                                                               | Bratislava                                                             | Cecoslovacchia                                                         | 1 – 2                                                                  | Francia                                                                | Qual. Euro 1992                                                        | 2                                                                      |                                                                        |
| 12-10-1991                                                             | Siviglia                                                               | Spagna                                                                 | 1 – 2                                                                  | Francia                                                                | Qual. Euro 1992                                                        | 1                                                                      |                                                                        |
| 19-2-1992                                                              | Londra                                                                 | Inghilterra                                                            | 2 – 0                                                                  | Francia                                                                | Amichevole                                                             | -                                                                      |                                                                        |
| 25-3-1992                                                              | Parigi                                                                 | Francia                                                                | 2 – 2                                                                  | Belgio                                                                 | Amichevole                                                             | 2                                                                      |                                                                        |
| 5-6-1992                                                               | Lens                                                                   | Francia                                                                | 1 – 1                                                                  | Paesi Bassi                                                            | Amichevole                                                             | 1                                                                      |                                                                        |
| 10-6-1992                                                              | Solna                                                                  | Svezia                                                                 | 1 – 1                                                                  | Francia                                                                | Euro 1992 - 1º turno                                                   | 1                                                                      |                                                                        |
| 14-6-1992                                                              | Malmö                                                                  | Francia                                                                | 0 – 0                                                                  | Inghilterra                                                            | Euro 1992 - 1º turno                                                   | -                                                                      |                                                                        |
| 17-6-1992                                                              | Malmö                                                                  | Francia                                                                | 1 – 2                                                                  | Danimarca                                                              | Euro 1992 - 1º turno                                                   | 1                                                                      |                                                                        |
| 26-8-1992                                                              | Parigi                                                                 | Francia                                                                | 0 – 2                                                                  | Brasile                                                                | Amichevole                                                             | -                                                                      | cap.                                                                   |
| 9-9-1992                                                               | Sofia                                                                  | Bulgaria                                                               | 2 – 0                                                                  | Francia                                                                | Qual. Mondiali 1994                                                    | -                                                                      | cap.                                                                   |
| 14-10-1992                                                             | Parigi                                                                 | Francia                                                                | 2 – 0                                                                  | Austria                                                                | Qual. Mondiali 1994                                                    | 1                                                                      | cap.                                                                   |
| 14-11-1992                                                             | Parigi                                                                 | Francia                                                                | 2 – 1                                                                  | Finlandia                                                              | Qual. Mondiali 1994                                                    | 1                                                                      | cap.                                                                   |
| 17-2-1993                                                              | Tel Aviv                                                               | Israele                                                                | 0 – 4                                                                  | Francia                                                                | Qual. Mondiali 1994                                                    | -                                                                      | cap.                                                                   |
| 27-3-1993                                                              | Vienna                                                                 | Austria                                                                | 0 – 1                                                                  | Francia                                                                | Qual. Mondiali 1994                                                    | 1                                                                      |                                                                        |
| 28-7-1993                                                              | Cannes                                                                 | Francia                                                                | 3 – 1                                                                  | Russia                                                                 | Amichevole                                                             | 1                                                                      | cap.                                                                   |
| 22-8-1993                                                              | Stoccolma                                                              | Svezia                                                                 | 1 – 1                                                                  | Francia                                                                | Qual. Mondiali 1994                                                    | -                                                                      | cap.                                                                   |
| 8-9-1993                                                               | Tampere                                                                | Finlandia                                                              | 0 – 2                                                                  | Francia                                                                | Qual. Mondiali 1994                                                    | 1                                                                      | cap.                                                                   |
| 13-10-1993                                                             | Parigi                                                                 | Francia                                                                | 2 – 3                                                                  | Israele                                                                | Qual. Mondiali 1994                                                    | -                                                                      | cap.                                                                   |
| 17-11-1993                                                             | Parigi                                                                 | Francia                                                                | 1 – 2                                                                  | Bulgaria                                                               | Qual. Mondiali 1994                                                    | -                                                                      | cap.                                                                   |
| 22-3-1994                                                              | Lione                                                                  | Francia                                                                | 3 – 1                                                                  | Cile                                                                   | Amichevole                                                             | 1                                                                      |                                                                        |
| 26-5-1994                                                              | Kōbe                                                                   | Francia                                                                | 1 – 0                                                                  | Australia                                                              | Kirin Cup 1994                                                         | -                                                                      |                                                                        |
| 29-5-1994                                                              | Tokyo                                                                  | Giappone                                                               | 1 – 4                                                                  | Francia                                                                | Kirin Cup 1994                                                         | 1                                                                      |                                                                        |
| 13-12-1994                                                             | Trebisonda                                                             | Francia                                                                | 2 – 0                                                                  | Azerbaigian                                                            | Qual. Euro 1996                                                        | 1                                                                      |                                                                        |
| 18-1-1995                                                              | Utrecht                                                                | Paesi Bassi                                                            | 1 – 1                                                                  | Francia                                                                | Amichevole                                                             | -                                                                      |                                                                        |
| Totale                                                                 |                                                                        | Presenze                                                               | 54                                                                     |                                                                        | Reti (9º posto)                                                        | 30                                                                     |                                                                        |

## Palmarès

### Giocatore

#### Competizioni nazionali
- Coppa del Belgio: 1

Club Brugge: 1985-1986
- Coppa di Francia: 1

Olympique Marsiglia: 1988-1989
- Campionato francese: 4

Olympique Marsiglia: 1988-1989, 1989-1990, 1990-1991, 1991-1992
- Supercoppa italiana: 1

Milan: 1992
- Campionato italiano: 2

Milan: 1992-1993, 1993-1994

#### Competizioni internazionali
- UEFA Champions League: 1

Milan: 1993-1994
- Coppa UEFA: 1

Bayern Monaco: 1995-1996

#### Individuale
- Calciatore francese dell'anno: 2

1989, 1991
- Pallone d'oro: 1

1991
- Capocannoniere del campionato francese: 5

1987-1988 (19 gol), 1988-1989 (22 gol), 1989-1990 (30 gol), 1990-1991 (23 gol), 1991-1992 (27 gol)
- Capocannoniere della Coppa dei Campioni: 3

1989-1990 (6 gol, a pari merito con Romário), 1990-1991 (6 gol, a pari merito con Peter Pacult), 1991-1992 (7 gol, a pari merito con Sergej Juran)

### Allenatore
- Coppa d'Aquitania: 1

Bassin d'Arcachon Sud: 2004-2005
- Coppa del Distretto Gironde Atlantique: 1

Bassin d'Arcachon Sud: 2004-2005